# Platymera
Platymera is een geslacht van kreeftachtigen uit de klasse van de Malacostraca (hogere kreeftachtigen).

## Soort
- Platymera gaudichaudii H. Milne Edwards, 1837